# Памятник Анатолию Соловьяненко (Киев)
Памятник Анатолию Соловьяненко в Киеве (укр. Пам'ятник Анатолію Солов'яненку в Києві) — памятник украинскому оперному певцу Анатолию Борисовичу Соловьяненко, установленный на Институтской улице возле дома № 16, в котором певец проживал последние 20 лет жизни. Открытие памятника состоялось 25 сентября 2001 года, в годовщину со дня рождения Анатолия Соловьяненко.
Авторы — скульптор Николай Рапай и архитектор Вячеслав Дормидонтов.

## Описание
Памятник расположен в небольшом сквере перед домом и обращён к улице. Представляет собой бронзовую скульптуру художника в полный рост, установленную на четырёхугольном постаменте из гранита. На постаменте отчеканена подпись певца, стилизованная под факсимиле. Соловьяненко изображён в концертном фраке и строгом жилете с галстуком-бабочкой. Торжество композиции подчёркивают традиционный для певца жест — опущенные руки с переплетенными пальцами, лёгкое движение левой ноги, выставленной вперед и согнутой в колене. Скульптура выполнена реалистично с тщательным воспроизведением черт внешности.

### Размеры
Размер скульптуры — 1,8 м, постамента — 0,6×0,75 м.